# إليك كليلاند
إليك كليلاند (بالإنجليزية: Alec Cleland)‏ هو مدرب كرة قدم ولاعب كرة قدم بريطاني، ولد في 10 ديسمبر 1970 في غلاسكو في المملكة المتحدة. شارك مع منتخب اسكتلندا تحت 21 سنة لكرة القدم. أما مع النوادي، فقد لعب مع دندي يونايتد ونادي إيفرتون ونادي رينجرز.

## وصلات خارجية
- إليك كليلاند على موقع قاعدة بيانات كرة القدم.إي يو (الإنجليزية)
- إليك كليلاند على موقع Soccerbase.com (لاعب) (الإنجليزية)
- إليك كليلاند على موقع عالم كرة القدم.نت (الإنجليزية)